# 喬治冰川

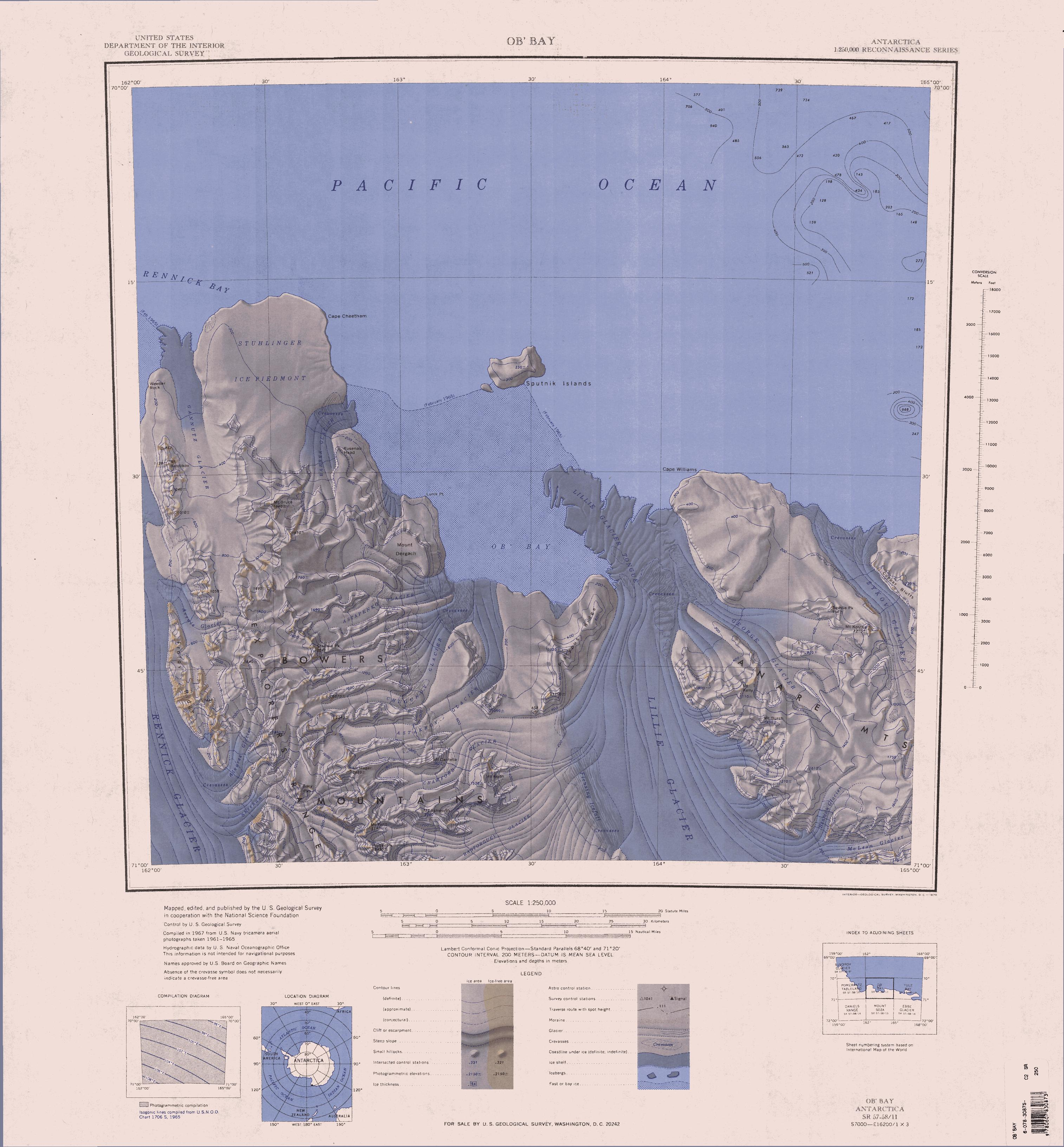

喬治冰川（英語：George Glacier），是南極洲的冰川，位於維多利亞地的彭內爾海岸，處於阿納雷山脈西部，美國地質調查局根據測量和該國海軍的空中照片繪入地圖，現時由南極條約體系管理。